# Crkva Svetog Petra u Muću Gornjem
Crkva Svetog Petra u Muću Gornjem  je srednjovekovna crkva najverovatnije iz vreme vladavine kneza Branimira, o kojoj govori pronađeni natpis iz 888. godine. Crkva je prvobitno bila sagrađena kao kasnoantička građevina s apsidom, a u starohrvatsku crkvu adaptirana je nešto pre 888. godine. Nalazi se u Muću Gornjem, u središtu Mućke krajine, zapadno od Sinja u Splitsko-dalmatinskoj županiji u Republici Hrvatskoj.

## Položaj
Crkva Svrtog Petra se nalazi u naselju Muć, u Splitsko-dalmatinskoj županiji na desetak kilometara zapadnije od Sinja i istočno od Donjeg Postinja, na državnoj cesti D56, koja povezuje Drniš i Split, uz rub polja na padinama brežuljaka koji se uzdižu prema Svilaji smestila su se dva Muća,  naselja razvučenog tipa Gornji i Donji Muć.
Geografski gledano Muć Gornji je smešten na istočnom kraju prostora koji okružuju planinski lanci Svilaja na severu, Moseč na jugu i Promina, u kraju u kojem se u plodnom Mućkom polja smenjuju sa golim krečnjačkim kršom.
U crkvenom pogledu Muć pripada Splitsko-makarskoj nadbiskupiji i Kliškom dekanatu, a današnju župu Muć sačinjavaju sela Gizdavac, Gornji Muć i Mućko Zelovo.

## Istorija
Ceo kraj na prostoru današnjeg Muća Gornjeg bio je naseljen još od praistorije. U okolini Muća svojevrtemeno je bila  ilirska gradina u okviru koje je u obližnjem teško pristupačnom utvrđenju  Andetrij (лат. Andentrium), ilirski  vojskovođa Baton u periodu od 6. do 9. godine pružio je poslednji otpor rimskim osvajačima predvođenim vojskovođama Tiberijem i Germanikom.
Zaposedanjme prostora od strane rimskoh osvajača, kroz taj sada rimski grad prolazila je cesta koja je vodila od Salone i Klisa prema današnjem Drnišu i Burnumu. Uz tu  cestu, koju je izgradila poznata VII. rimska legija, u Petrovu polju, smeštenom nešto zapadnije, razvili su se značajni rimski gradovi – Magnum Munucipium, Synodium (možda Magnuma) i Promona. O boravku rimljana na ovom prostoru govore podaci o tome da su tokom 19. veka. u blizini crkve pronađeni ostatci rimskoga termalnog vrela sa pratećom vodovodnom mrežom i ostaci mnogih grobova sa nadgrobnim spomenicima.
Po dolasku Slovena Muću je bio središte starohrvatske županije Zmina koja se spominje u jednoj povelji kralja Dmitra Zvonimira. Branimirova crkva stradala je tokom napada Tatara 1242. pa je podignuta nova ili je to ista crkva, prema dosadašnjim dokumentima ne možemo se tačno znati.
Na tom lokalitetu spominje se nešto kasnije i crkva Svetog Petra iz 1361. godine.)
Nakon pada utvrđenja Neorić 1538. godine ovaj prostor zaposele su Osmanlije koje su na njemu ostale punih 150 godina. U vreme vladavine Osmanlija na istom mestu spominje se crkva Svetog Petra i navodi dolazak apostolskog misionara Nikole Bijankovića koji je 1683. na blagdan u crkve Svetog Petra, držao misu i propovedao pred oko 200 vernika.
Nakon odlaska Osmanlija polunapušteni kraj su 1709. naselili novi doseljenici koji su gradu Zminu doneli novo ime Muć, pa se naziv Zmina prestao upotrebljavati od 18. veka.
Stara crkva u Muću prvi put se pominje u pisanim dokumentima 1709. godine tokom posete splitskog nadbiskupa  Cupilija, ...kao kamena i mala crkvica pokrivena kamenim pločama. Ova crkva je srušena 1761. godine da bi na njenim ostacima bila  izgrađena nova.
Muć Gornji postao je samostalna župa 1795. godine.Tada je župa poverena svetovnim sveštenicima. Godine 1832. godine biskup Miošić našao je crkvu u lošem stanju. Iako je više puta bila popravljana, nije zadovolajvala potrebe mućkih župnika.  Od tada značajne promene crkva je pretpela 1869. godine po dolaska novog sveštenika u Muću Gornju, dona Mije Jerka Granića, koji je malu i trošnu crkvu odmah pokušao proširiti.
Godine 1871. godine crkveno odbor odlučio je da se gradi nova crkva i vrlo brzo počelo je se s kopanjem temelja. Tom prilikom pronađen je jedan oštećeni rimski natpis, mnogo grobova i jedan natpis iz tri komada, sa imenom kneza Branimira datiran na 888. godinu. Za ovaj natpis, u početku se verovalo da potiče sa odlomljenog dela nadvratnika, a danas se pouzdano zna da je to deo glavne grede oltarske pregrade. Natpis je urezan u tvrdom kamenu kakvog nema u mućkom kraju i odmah je arheolozima bilo očigledno da je isklesan na drugom mestu a potom donet u Muć.
Crkva je imala i župna kuću, koja se nalazi na bregu više crkve. Sagrađena je u 19. veku. Pošto je bila u jako lošem stanju 1896. godine raspisana je licitacija za njenu veću popravku. Predračunska vrednost radova koja je iznosila 1.295 forinti  najvećim delom podmirila je Vjerozakonska zaklada. Godine 1902. radovi su završeni i kuća je dobila današnji oblik. Župna kuća je više puta bila popravljana od župnika i u drugoj polovini 20. veka.

## Arhitektura
Prema načinu gradnje, pronađenim delovima antičke skulpture, blizini termalnog izvora i nedostatka starohrišćanske kamene plastike, zaključeno je da se radilo o profanoj jednobrodnoj uzdužnoj građevini, građenoj u vreme kasne antike, koja je u vreme kneza Branimira, i nešto pre 888. godine, adaptirana u starohrvatsku crkvu.
Neobičnost gradnje ove crkve bila je i ta, da je ona bila orijentisana u pravcu sever — jug, umesto, kako je to bio obavezan običaj za stare crkve, orijentacija istok — zapad. Ali kako su slična otstupanja otkrivena u još jednoj crkvi, nedalekoj od ove u Muću, crkvi u Rižinicama, u kojoj je pronađen natpis s imenom kneza Trpimira,  smatra se da je i ona  takođe nastala adaptacijom starije antičke građevine.
Crkva  je preuređena u drugoj polovini 9. veka, i to najverovatnije  prvo kao starohršćanska crkva posvećena Svetoj Mariji,  a tek u drugoj fazi u crkvu Svetog Petra, nakon što je dobila predromaničku oltarnu pregradu.

## Literatura
- F. Šišić: O novonađenom spomeniku hrvatskog kneza Branimira. Novosti, 23(1929) 123, str. 13.
- Lj. Karaman: Iz kolijevke hrvatske prošlosti. Zagreb 1930, 80–81.
- N. Maslać: Zaslugom Pape Ivana VIII (872–882) Hrvatska postaje samostalnom državom. Vladanje hrvatskoga bana Branimira 879–892.  Katolički tjednik, 17(20)(1941) 15, str. 12.
- M. Tadin: Iz prošlosti Muća. Crkva u svijetu; 15(1980) 1, str. 63.
- Ž. Rapanić: Bilješka uz četiri Branimirova natpisa. Starohrvatska prosvjeta, S III, 1981, 11, str. 179–190.
- Glossar zur frühmittelalterlichen Geschichte im östlichen Europa, 1. Beiheft, 2. Namentragende Steininschriften in Jugoslawien vom des 7. zur Mitte des 13. Jahrhunderts. Wiesbaden 1982, 17, 32–34, 42.
- V. Peri: Spalato e la sua Chiesa nel tema bizantino di Dalmazia. Vita religiosa, morale e sociale ed i Concili di Split (Spalato) dei secc. X–XI. Padova 1982, 271–348.
- D. Rendić-Miočević: Spomenici (u članku: Branimir. Enciklopedija Jugoslavije, 2. Zagreb 19822, 400–401).
- M. Švab: Nekoliko napomena uz radove Ive Goldsteina i Željka Rapanića o naslovima hrvatskih vladara. Historijski zbornik, 37(1984) str. 280–281.
- M. Zekan: Otres/Lukačuša, villa rustica, srednjovjekovna nekropola i romanička crkva. Arheološki pregled, 25(1985) str. 161–164.
- J. Lučić: Crkvene prilike u Hrvatskoj za kneza Branimira (879–892). Croatica Christiana periodica, 10(1986) 17, str. 1–16.

## Spoljašnje veze
- Župa sv. Petra ap. - Muć Gornji